# Championnat d'Europe masculin de basket-ball 1937
Navigation
Édition précédente Édition suivante
Le championnat d'Europe de basket-ball 1937 est la 2e édition du Championnat d'Europe de basket-ball qui s'est disputé à Riga en Lettonie du 2 au 7 mai 1937. La Lettonie, vainqueur de l'édition précédente, remet son titre en jeu. Elle finira 6e. La Lituanie remporte cette édition en battant l'Italie en finale, sur un score très serré de 24 à 23.

## Lieu de la compétition
Les rencontres ont lieu dans la salle des sports de Riga.

## Les groupes
Les 8 équipes qualifiées sont réparties en deux groupes de la façon suivante :
| Groupe A | Groupe B        |
| -------- | --------------- |
| Égypte   | France          |
| Estonie  | Lettonie        |
| Italie   | Pologne         |
| Lituanie | Tchécoslovaquie |

## Compétition

### Groupe A
| Qualification pour les demi-finales      |
| Qualification pour le tour de classement |

| Classement du groupe A |          |     |   |   |   |    |    |     |
| Rang                   | Équipes  | Pts | M | G | P | Pm | Pc | +/- |
| 1                      | Lituanie | 6   | 3 | 3 | 0 | 63 | 42 | +21 |
| 2                      | Italie   | 5   | 3 | 2 | 1 | 52 | 42 | +10 |
| 3                      | Estonie  | 4   | 3 | 1 | 2 | 79 | 65 | +14 |
| 4                      | Égypte   | 3   | 3 | 0 | 3 | 22 | 67 | -45 |

|  |  | Lituanie | 22–20 | Italie |  |  |

|  |  | Estonie | 44–15 | Égypte |  |  |

|  |  | Égypte | 0–2* | Italie |  |  |

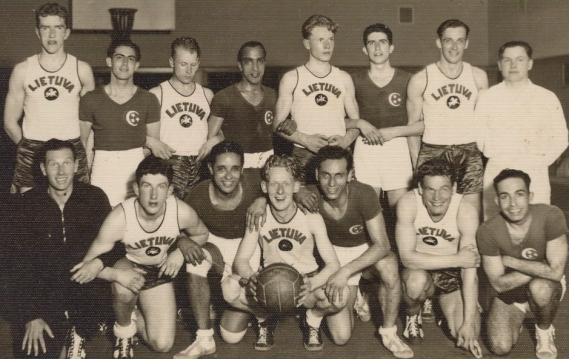
Les équipes de Lituanie et d'Égypte durant l'Euro 1937.

L'Égypte avait initialement battue à l'Italie (31-28), mais en raison d'une erreur d'arbitrage, la FIBA déclara le match « nul et non avenu » et ordonna alors que le match soit rejoué entre les deux sélections. L'Égypte contesta cette décision et refusa de se présenter pour rejouer le match avant d'annoncer son retrait du tournoi. La victoire fut attribuée à l'Italie sur tapis vert (2-0).
|  |  | Lituanie | 20–15 | Estonie |  |  |

|  |  | Italie | 30–20 | Estonie |  |  |

|  |  | Lituanie | 21–7 | Égypte |  |  |

### Groupe B
| Classement du groupe B |                 |     |   |   |   |    |    |     |
| Rang                   | Équipes         | Pts | M | G | P | Pm | Pc | +/- |
| 1                      | France          | 5   | 3 | 2 | 1 | 78 | 69 | +9  |
| 2                      | Pologne         | 5   | 3 | 2 | 1 | 84 | 73 | +11 |
| 3                      | Lettonie        | 5   | 3 | 2 | 1 | 95 | 66 | +29 |
| 4                      | Tchécoslovaquie | 3   | 3 | 0 | 3 | 49 | 98 | -49 |

|  |  | France | 29–24 | Pologne |  |  |

|  |  | Lettonie | 44–11 | Tchécoslovaquie |  |  |

|  |  | Pologne | 32–25 | Lettonie |  |  |

|  |  | France | 26–19 | Tchécoslovaquie |  |  |

|  |  | Pologne | 28–19 | Tchécoslovaquie |  |  |

|  |  | Lettonie | 26–23 | France |  |  |

La Lettonie termina 3e après un départage à la différence de point particulière entre la France, Pologne et Lettonie.

## Tour de classement

### Places de 5 à 8
|  | Matchs de classement | Matchs de classement |          |    | 5e place | 5e place |
|  | Matchs de classement | Matchs de classement |          |    | 5e place | 5e place |
|  |                      |                      |          |    |          |          |
|  |                      |                      |          |    |          |          |
|  |                      |                      |          |    |          |          |
|  | Estonie              | 30                   |          |    |          |          |
|  | Estonie              | 30                   |          |    |          |          |
|  | Tchécoslovaquie      | 20                   |          |    |          |          |
|  | Tchécoslovaquie      | 20                   | Estonie  | 41 |          |          |
|  |                      |                      | Estonie  | 41 |          |          |
|  |                      | Lettonie             | 19       |    |          |          |
|  | Lettonie             | Lettonie             | 19       | *2 |          |          |
|  | Lettonie             |                      |          | *2 |          |          |
|  | Égypte               | 0                    |          |    |          |          |
|  | Égypte               | 0                    | 7e place |    |          |          |
|  |                      |                      |          |    |          |          |
|  |                      |                      |          |    |          |          |
|  |                      |                      |          |    |          |          |
|  | Tchécoslovaquie      | *2                   |          |    |          |          |
|  | Tchécoslovaquie      | *2                   |          |    |          |          |
|  | Égypte               | 0                    |          |    |          |          |
|  | Égypte               | 0                    |          |    |          |          |

L'Égypte se retira du tournoi en signe de protestation à la suite d'une décision de la FIBA lors du premier tour. Une défaite sur le score de 2-0 fut attribuée à l'Égypte sur tapis vert lors des 2 rencontres de classement.

### Tour final
|  | Demi-finales | Demi-finales |          |    | Finale | Finale |
|  | Demi-finales | Demi-finales |          |    | Finale | Finale |
|  |              |              |          |    |        |        |
|  |              |              |          |    |        |        |
|  |              |              |          |    |        |        |
|  | Italie       | 36           |          |    |        |        |
|  | Italie       | 36           |          |    |        |        |
|  | France       | 32           |          |    |        |        |
|  | France       | 32           | Italie   | 23 |        |        |
|  |              |              | Italie   | 23 |        |        |
|  |              | Lituanie     | 24       |    |        |        |
|  | Lituanie     | Lituanie     | 24       | 31 |        |        |
|  | Lituanie     |              |          | 31 |        |        |
|  | Pologne      | 25           |          |    |        |        |
|  | Pologne      | 25           | 3e place |    |        |        |
|  |              |              |          |    |        |        |
|  |              |              |          |    |        |        |
|  |              |              |          |    |        |        |
|  | France       | 27           |          |    |        |        |
|  | France       | 27           |          |    |        |        |
|  | Pologne      | 24           |          |    |        |        |
|  | Pologne      | 24           |          |    |        |        |

## Classement final

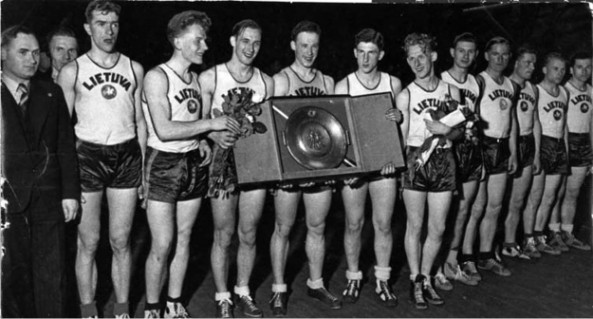
L'équipe de Lituanie vainqueur de l'Euro 1937.

| Rang               | Équipe                                              |
| ------------------ | --------------------------------------------------- |
| Médaille d'or      | Lituanie                                            |
| Médaille d'argent  | Italie                                              |
| Médaille de bronze | France                                              |
| 4                  | Pologne                                             |
| 5                  | Estonie                                             |
| 6                  | Lettonie                                            |
| 7                  | Tchécoslovaquie                                     |
| 8                  | Égypte (se retira du tournoi après le premier tour) |